# شاهزاده فوشیمی هیرویاسو
شاهزاده فوشیمی هیرویاسو (به ژاپنی: 伏見宮博恭王, Fushimi-no-miya Hiroyasu ō Hiroyasu)؛ ۱۶ اکتبر ۱۸۷۵ – ۱۶ اوت ۱۹۴۶) از دودمان یاماتو سیاستمدار اهل ژاپن بود.
وی همچنین برندهٔ جوایزی همچون نشان بادبادک طلایی شده‌است.